# Retablo di Tuili
Il Retablo di Tuili è un dipinto a tempera e olio su tavola  (550x350 cm) del Maestro di Castelsardo, databile al 1489-1500 circa e conservato nella chiesa di San Pietro a Tuili.

## Storia e Descrizione
Il retablo fu realizzato tra il 1489, anno della consacrazione della chiesa parrocchiale di San Pietro a Tuili, e il 4 giugno 1500, quando i signori della villa Joan e Violant de Santa Cruz sottoscrissero un atto, presso il notaio Joan Carnicer di Cagliari, che li impegnava a costituire un vitalizio in favore del nobile Nicolò Gessa per pagare il retablo da loro commissionato e concluso. L'opera fu spostata nella prima cappella destra a metà del Settecento, quando venne rifatto l'altare maggiore. Il retablo fu restaurato una prima volta prima del 1915 ed ancora nel 2017.
Il polittico, l'unico retablo italo-iberico giunto intatto fino a noi in Sardegna, è un'impressionante macchina scenica, di grande impatto devozionale ed artistico. È composto da tavole lignee dipinte ad olio e tempera separate da cornici dorate di stile gotico, sei più grandi dove sono rappresentati, al centro la Madonna in trono con Bambino incoronata da due angeli in volo e attorniata da angeli musicanti, a fianco su i due lati San Pietro e San Paolo; nel registro superiore la Crocefissione di Gesù con ai lati le tavole con San Michele Arcangelo e San Giacomo Maggiore. La predella è divisa in quattro scomparti dedicati a episodi della vita di san Pietro: la Consegna delle chiavi , la Caduta di Simone Mago, l'Apparizione di Cristo resuscitato sul lago di Tiberiade e il Martirio. Al centro di essa c'è il tabernacolo a tre facce, su cui è rappresentato il Cristo risorto e ai due lati i papi e martiri San Gregorio e San Clemente. L'insieme è protetto in alto e ai lati da un'ulteriore cornice, il cosiddetto polvarolo (così chiamato perché doveva proteggere dalla polvere) anch'esso decorato, con figure di Santi.
In questa, che è considerata l’opera più matura del maestro, è evidente la fusione tra la cultura quattrocentesca italiana e la pittura fiamminga il cui apporto è evidente sia per il gusto per il particolare che per l'uso del colore.
Nonostante l'inserimento dell'insieme in una cornice di fattura 
gotico-catalana, nel presente retablo si notano elementi già rinascimentali ed italiani: il fondo dorato punzonato di gusto tardo gotico è scomparso e viene sostituito da un frequente e sapiente uso della prospettiva geometrica aperto verso paesaggi che hanno una chiara derivazione da modelli centro-italiani. San Pietro, per esempio, nonostante il tipo e i panneggi di chiara derivazione fiamminga, si erge statuario creando uno spazio abitabile intorno a sé.